# Cerdagna
La Cerdagna (dal latino Ceretania o Ceritani; in catalano Cerdanya; in francese Cerdagne; in spagnolo Cerdaña) è una regione storica e comarca dei Pirenei orientali a cavallo tra Spagna e Francia. La spartizione della regione risale alla pace dei Pirenei (1659). Una volta, era compresa tra le contee catalane.

## Geografia
La superficie della regione è di 1.086 km², di cui il 50,3% in territorio spagnolo ed il 49,7% in territorio francese; gli abitanti sono circa 26.500 (53,4% in Spagna, 46,6% in Francia), per una densità abitativa di 24 ab./km². L'unica zona urbana della Cerdagna è la regione di confine tra Puigcerdà e Bourg-Madame, che con 10.900 abitanti (2001) raggruppa il 41% degli abitanti della Cerdagna.
L'area gode di un elevato numero di ore di sole ogni anno per via della posizione geografica (circa 3.000 ore all'anno). Per questo motivo, sono stati realizzati diversi progetti per sfruttare l'energia solare su larga scala in diverse località della Cerdagna francese, tra cui Font-Romeu-Odeillo-Via, lo stabilimento Themis vicino Targassonne ed il forno solare di Mont-Louis a Mont-Louis.
Dal punto di vista amministrativo, la parte settentrionale (francese) della regione - che in catalano è nota come Alta Cerdanya, ossia Alta Cerdagna, non costituisce un'unità a sé stante, ma fa parte del dipartimento dei Pirenei Orientali. La parte meridionale (spagnola) forma invece la comarca catalana della Baixa Cerdanya, ossia Bassa Cerdagna, nome ufficioso con cui è nota.

## Storia
Da notare la particolarità del comune di Llívia, enclave francese appartenente alla Spagna.
Il colle della Perche separa la Cerdagna dal Conflent.

### Contea di Cerdagna
La regione era stata conquistata dai Mori all'inizio dell'VIII secolo. Nel 731, il governatore moresco della Cerdagna, che la Isidori Pacensis Episcopi Chronicon, cita col nome di Munniz, si alleò col duca d'Aquitania e duca di Guascogna, Oddone il Grande sposando sua figlia, Lampagia su insistenza di Odo, al fine di proteggere la sua frontiera meridionale da un'ulteriore espansione musulmana. La Cerdagna era in questo momento prevalentemente basca, ed Odo aveva una politica filo-basca di fronte a Carlo Martello ed ai Franchi.
Il dominio moresco divenne presto puramente nominale; la Cerdagna fu conquistata da Carlo Magno poco dopo la resa di Gerona nel 785. Il primo conte di Cerdagna di cui conosciamo il nome era Borrell I, nel 798, che era soggetto al conte di Tolosa. A questa data, la Cerdagna era unita nel governo sotto un unico conteggio con la Contea di Besalú e la Contea d'Urgell, e, dopo l'817, faceva parte del Regno d'Aquitania. La Cerdagna e l'Urgell rimasero unite fino all'897 ed entrambe erano sotto l'influenza e spesso il controllo del Conte d'Aragona. Nell'842, l'Emirato di Cordova invase la Cerdagna nel tentativo di riconquistare i Pirenei, ma furono respinti dal conte Sunifredo I.
Nel IX secolo, la Cerdagna era il centro di una regione in cui era comune la forma di proprietà terriera, nota come "economia curtense". Nell'835, uno statuto di Ludovico il Pio aveva proibito persino alla chiesa della regione di concedere terre in beneficium, cioè come benefici od in possesso feudale.
Dopo la morte di Luigi il Balbo, nell'879, l'Aquitania visse un periodo di instabilità durante il quale le regioni periferiche, come la Catalogna, divennero di fatto indipendenti dall'autorità reale centrale. Da questo periodo il titolo di conte divenne di fatto ereditario.
Elenco cronologico dei conti:
- 798-820 Borrell I
- 820-824 Aznar Galíndez
- 824-834 Galindo Aznárez
- 834-848 Sunifredo I
- 848-870 Salomone
- 870-897 Goffredo il Villoso
- 897-927 Miró II
- 927-965 Sunifredo II
- 965-984 Miró III
- 965-988 Oliba Cabreta
- 988-1035 Goffredo II
- 1035-1068 Raimondo Goffredo
- 1068-1095 Guglielmo I
- 1095-1110 Guglielmo II
- 1110-1118 Bernardo
- 1118-1131 Raimondo Berengario I
- 1131-1162 Raimondo Berengario II
- 1162-1168 Pietro
- 1168-1223 Sancho I
- 1223-1242 Nuño
- 1242-1276 Giacomo I
- 1276-1311 Giacomo II
- 1311-1324 Sancho II
- 1324-1349 Giacomo III
- 1349-1375 Giacomo IV
- 1375-1403 Isabella

Dal 1403 il titolo passò definitivamente e permanentemente alla Corona d'Aragona.

## Suddivisione amministrativa

### Spagna
| Municipio             | Popolazione (2014) | Area in km² |
| --------------------- | ------------------ | ----------- |
| Alp                   | 1,661              | 44.3        |
| Bellver de Cerdanya   | 2,075              | 98.2        |
| Bolvir                | 373                | 10.3        |
| Das                   | 220                | 14.6        |
| Fontanals de Cerdanya | 443                | 28.6        |
| Ger                   | 432                | 33.4        |
| Guils de Cerdanya     | 536                | 22.0        |
| Isòvol                | 301                | 10.8        |
| Lles de Cerdanya      | 260                | 102.8       |
| Llívia                | 1,536              | 12.9        |
| Meranges              | 94                 | 37.3        |
| Montellà i Martinet   | 623                | 55.0        |
| Prats i Sansor        | 248                | 6.6         |
| Prullans              | 209                | 21.2        |
| Puigcerdà             | 8,761              | 18.9        |
| Riu de Cerdanya       | 106                | 12.3        |
| Urús                  | 185                | 17.4        |
| • Totale: 17          | 18,063             | 546.6       |

### Francia
Vi sono 26 comuni:
- Angoustrine-Villeneuve-des-Escaldes (in catalano Angostrina)
- Bolquère (in catalano Bolquera)
- Bourg-Madame (in catalano La Guingueta d’Ix)
- Dorres
- Égat (in catalano Èguet)
- Enveitg (in catalano Enveig)
- Err (in catalano Er)
- Estavar
- Eyne (in catalano Eina)
- Font-Romeu-Odeillo-Via (in catalano Font-Romeu od Odelló i Vià)
- La Cabanasse (in catalano La Cabanassa)
- Latour-de-Carol (in catalano La Tor de Querol)
- Llo
- Mont-Louis (in catalano Montlluís)
- Nahuja (in catalano Naüja)
- Osséja (in catalano Oceja)
- Palau-de-Cerdagne (in catalano Palau de Cerdanya)
- Planès (in catalano Planès)
- Porta
- Porté-Puymorens (in catalano Portè)
- Saillagouse (in catalano Sallagosa)
- Saint-Pierre-dels-Forcats (in catalano Sant Pere dels Forcats)
- Sainte-Léocadie (in catalano Santa Llocaia)
- Targassonne (in catalano Targasona)
- Ur
- Valcebollère (in catalano Vallsabollera)

## Araldica
Lo stemma della Cerdagna è inquartato in decusse, con i colori catalani nel capo e nella punta, e la croce di San Giorgio ai lati.